# Villemeux-sur-Eure
Villemeux-sur-Eure és un municipi francès, situat al departament de l'Eure i Loir i a la regió de Centre – Vall del Loira. L'any 2007 tenia 1.603 habitants.

## Demografia

### Població
El 2007 la població de fet de Villemeux-sur-Eure era de 1.603 persones. Hi havia 632 famílies, de les quals 158 eren unipersonals (63 homes vivint sols i 95 dones vivint soles), 190 parelles sense fills, 241 parelles amb fills i 43 famílies monoparentals amb fills.
La població ha evolucionat segons el següent gràfic:
Habitants censats

### Habitatges
El 2007 hi havia 779 habitatges, 642 eren l'habitatge principal de la família, 54 eren segones residències i 84 estaven desocupats. 725 eren cases i 44 eren apartaments. Dels 642 habitatges principals, 538 estaven ocupats pels seus propietaris, 92 estaven llogats i ocupats pels llogaters i 12 estaven cedits a títol gratuït; 6 tenien una cambra, 45 en tenien dues, 107 en tenien tres, 150 en tenien quatre i 333 en tenien cinc o més. 464 habitatges disposaven pel capbaix d'una plaça de pàrquing. A 253 habitatges hi havia un automòbil i a 330 n'hi havia dos o més.

### Piràmide de població
La piràmide de població per edats i sexe el 2009 era:
| Homes | Edats   | Dones |
| ----- | ------- | ----- |
| 0     | 95 o +  | 4     |
| 4     | 90 a 94 | 4     |
| 8     | 85 a 89 | 4     |
| 16    | 80 a 84 | 8     |
| 8     | 75 a 79 | 48    |
| 28    | 70 a 74 | 28    |
| 28    | 65 a 69 | 48    |
| 40    | 60 a 64 | 28    |
| 36    | 55 a 59 | 32    |
| 40    | 50 a 54 | 16    |
| 56    | 45 a 49 | 56    |
| 56    | 40 a 44 | 52    |
| 56    | 35 a 39 | 52    |
| 48    | 30 a 34 | 52    |
| 40    | 25 a 29 | 48    |
| 44    | 20 a 24 | 28    |
| 28    | 15 a 19 | 48    |
| 44    | 10 a 14 | 44    |
| 64    | 5 a 9   | 32    |
| 36    | 0 a 4   | 40    |

## Economia
El 2007 la població en edat de treballar era de 1.005 persones, 739 eren actives i 266 eren inactives. De les 739 persones actives 671 estaven ocupades (375 homes i 296 dones) i 70 estaven aturades (27 homes i 43 dones). De les 266 persones inactives 122 estaven jubilades, 71 estaven estudiant i 73 estaven classificades com a «altres inactius».

### Ingressos
El 2009 a Villemeux-sur-Eure hi havia 645 unitats fiscals que integraven 1.662,5 persones, la mediana anual d'ingressos fiscals per persona era de 20.805 €.

### Activitats econòmiques
Dels 62 establiments que hi havia el 2007, 2 eren d'empreses extractives, 1 d'una empresa alimentària, 4 d'empreses de fabricació d'altres productes industrials, 13 d'empreses de construcció, 14 d'empreses de comerç i reparació d'automòbils, 1 d'una empresa de transport, 2 d'empreses d'hostatgeria i restauració, 3 d'empreses d'informació i comunicació, 2 d'empreses financeres, 1 d'una empresa immobiliària, 10 d'empreses de serveis, 7 d'entitats de l'administració pública i 2 d'empreses classificades com a «altres activitats de serveis».
Dels 22 establiments de servei als particulars que hi havia el 2009, 1 era una oficina de correu, 1 una oficina bancària, 3 tallers de reparació d'automòbils i de material agrícola, 5 paletes, 1 guixaire pintor, 3 fusteries, 3 lampisteries, 1 electricista, 2 perruqueries, 1 restaurant i 1 agència immobiliària.
Dels 4 establiments comercials que hi havia el 2009, 1 era una botiga de més de 120 m², 1 una botiga de menys de 120 m², 1 una fleca i 1 una sabateria.
L'any 2000 a Villemeux-sur-Eure hi havia 11 explotacions agrícoles que ocupaven un total de 1.608 hectàrees.

## Equipaments sanitaris i escolars
L'únic equipament sanitari que hi havia el 2009 era una farmàcia.
El 2009 hi havia una escola elemental.

## Poblacions més properes
El següent diagrama mostra les poblacions més properes.